# Smriti Biswas
Smritirekha Biswas, detta Smriti (Calcutta, 17 febbraio 1924 – Nashik, 3 luglio 2024), è stata un'attrice indiana.

## Biografia
Nata in una famiglia cristiana, lavorò in molti film recitando in lingua hindi, marathi e bengalese.
Debuttò nel mondo del cinema come artista bambina con il film bengalese Sandhya nel 1930. Lavorò nei film di Guru Dutt, V Shantaram, Mrinal Sen, Bimal Roy, BR Chopra e Raj Kapoor. Recitò con gli attori Dev Anand, Kishore Kumar, Uttam Kumar, Balraj Sahni e altri artisti di spicco in vari film. Si ritirò dalla recitazione dopo aver sposato il regista S.D Narang nel 1960.
Apparve per l'ultima volta nel film in hindi Modern Girl (1961), diretto da R. Bhattacharya. Dopo la morte del marito, visse in povertà a Nashik. Ebbe due figli, Rajeev e Satyajeet.
Smriti Biswas morì a Nashik il 3 luglio 2024 all'età di 100 anni.

## Filmografia
- Sandhya (1930)
- Mukti - regia di Pramathesh Barua (1937)
- Udayer Pathey (1944)
- Ragini (1947)
- Shaheed-E-Azad Bhagat Singh (1954)
- All'erta - regia di Shambu Mitra e Amit Moitra (1956)
- Dilli Ka Thug - regia di S. D. Narang (1958)
- Neel Akasher Neechey - regia di Mrinal Sen (1959)
- Modern Girl - regia di R. Bhattacharya (1961)